# Graduation Album「大感謝」
『Graduation Album「大感謝」』（グラデーション・アルバム だいかんしゃ）は、日本の声優ユニット・Rhodanthe*による2枚目のスタジオ・アルバム。2021年8月18日にフライングドッグより発売された。

## 概要
テレビアニメ「きんいろモザイク」の主要キャラクター演じる声優で結成された声優ユニット・Rhodanthe*によるセカンド・アルバム。全カット撮り下ろしスペシャルブックレット仕様。
シングル「Harmony」からサポートメンバーだった諏訪彩花が正式に加入し、6人体制になって初のアルバムとなった。また、5人体制時代の楽曲は全て「Garland Ver.」として再録されている。

## 収録内容
| #         | タイトル                                  | 作詞         | 作曲         | 編曲         | 時間  |
| --------- | ----------------------------------------- | ------------ | ------------ | ------------ | ----- |
| 1.        | 「きんいろローダンセ」                    | yuiko        | kz           | kz, 白戸佑輔 | 4:20  |
| 2.        | 「Harmony」                               | ミズノゲンキ | 山下洋介     | 上杉洋史     | 4:42  |
| 3.        | 「シロツメクサの約束 -Garland Ver.-」     | 藤林聖子     | 中塚武       | 上杉洋史     | 4:09  |
| 4.        | 「Happy⋆Pretty⋆Clover -Garland Ver.-」    | yuiko        | Meis Clauson | 上杉洋史     | 4:19  |
| 5.        | 「さつきいろハルジオン -Garland Ver.-」   | RUCCA        | 岡本武士     | 山口俊樹     | 3:28  |
| 6.        | 「Jumping!! -Garland Ver.-」              | yuiko        | Meis Clauson | 上杉洋史     | 4:05  |
| 7.        | 「Starring!! -Garland Ver.-」             | yuiko        | 木村有希     | 上杉洋史     | 3:26  |
| 8.        | 「にじいろアンダンテ -Garland Ver.-」     | RUCCA        | 古池孝浩     | 荒幡亮平     | 4:56  |
| 9.        | 「Shining Star -Garland Ver.-」           | 中塚武       | 中塚武       | 上杉洋史     | 4:03  |
| 10.       | 「さくらいろチェリッシュ -Garland Ver.-」 | RUCCA        | 安斎高春     | 上杉洋史     | 3:03  |
| 合計時間: | 合計時間:                                 | 合計時間:    | 合計時間:    | 合計時間:    | 40:31 |

| #         | タイトル                                        | 作詞      | 作曲         | 編曲       | 時間  |
| --------- | ----------------------------------------------- | --------- | ------------ | ---------- | ----- |
| 1.        | 「Your Voice -Garland Ver.-」                   | 中塚武    | 中塚武       | 上杉洋史   | 4:11  |
| 2.        | 「夢色パレード -Garland Ver.-」                 | yuiko     | Meis Clauson | 上杉洋史   | 4:05  |
| 3.        | 「ほしいろサザンクロス -Garland Ver.-」         | RUCCA     | 中塚武       | 上杉洋史   | 3:54  |
| 4.        | 「きらめきいろサマーレインボー -Garland Ver.-」 | yuiko     | 石原理酉     | 上杉洋史   | 4:17  |
| 5.        | 「せいしゅんいろミモザ -Garland Ver.-」         | RUCCA     | 流歌         | 酒井ミキオ | 4:29  |
| 6.        | 「My Best Friends -Garland Ver.-」              | 中塚武    | 中塚武       | 上杉洋史   | 4:02  |
| 7.        | 「ぎんいろスノウドロップ -Garland Ver.-」       | RUCCA     | Ken-G        | 鴇沢直     | 4:11  |
| 8.        | 「Cheers」                                      | yuiko     | 白戸佑輔     | 白戸佑輔   | 5:04  |
| 9.        | 「Thank You for Your Smile」                    | 中塚武    | 中塚武       | 上杉洋史   | 3:56  |
| 10.       | 「[Secret Track]」                              |           |              |            |       |
| 合計時間: | 合計時間:                                       | 合計時間: | 合計時間:    | 合計時間:  | 38:09 |

### 解説

#### Disc 1
1. きんいろローダンセ
  - 5thシングル表題曲。
2. Harmony
  - 4thシングル表題曲。
3. シロツメクサの約束 -Garland Ver.-
  - 1stアルバム「FIRST*MODE」収録曲。
  - 再録バージョンで収録。
4. Happy⋆Pretty⋆Clover -Garland Ver.-
  - 3rdシングル表題曲。
  - 再録バージョンで収録。
5. さつきいろハルジオン -Garland Ver.-
  - 1stアルバム「FIRST*MODE」収録曲。
  - 再録バージョンで収録。
6. Jumping!! -Garland Ver.-
  - 1stシングル表題曲。
  - 再録バージョンで収録。
7. Starring!! -Garland Ver.-
  - 3rdシングルカップリング曲。
  - 再録バージョンで収録。
8. にじいろアンダンテ -Garland Ver.-
  - 1stアルバム「FIRST*MODE」収録曲。
  - 再録バージョンで収録。
9. Shining Star -Garland Ver.-
  - 3rdシングルカップリング曲。
  - 再録バージョンで収録。
10. さくらいろチェリッシュ -Garland Ver.-
  - 1stアルバム「FIRST*MODE」収録曲。
  - 再録バージョンで収録。

#### Disc 2
1. Your Voice -Garland Ver.-
  - 1stシングル表題曲。
  - 再録バージョンで収録。
2. 夢色パレード -Garland Ver.-
  - 2ndシングル表題曲。
  - 再録バージョンで収録。
3. ほしいろサザンクロス -Garland Ver.-
  - 1stアルバム「FIRST*MODE」収録曲。
  - 再録バージョンで収録。
4. きらめきいろサマーレインボー -Garland Ver.-
  - 1stアルバム「FIRST*MODE」収録曲。
  - 再録バージョンで収録。
5. せいしゅんいろミモザ -Garland Ver.-
  - Blu-ray / DVD「ハロー!!きんいろモザイク Vol.6」初回生産特典CD収録曲。
  - 再録バージョンで収録。
6. My Best Friends -Garland Ver.-
  - 2ndシングル表題曲。
  - 再録バージョンで収録。
7. ぎんいろスノウドロップ -Garland Ver.-
  - 1stアルバム「FIRST*MODE」収録曲。
  - 再録バージョンで収録。
8. Cheers
  - 5thシングルカップリング曲。
9. Thank You for Your Smile
  - 5thシングルカップリング曲。